# Brandförsvarets grader i Polen

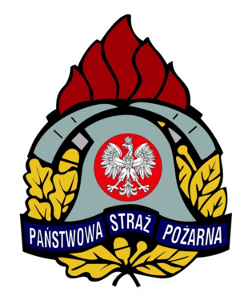
De polska statliga brandkårernas emblem.

Brandförsvarets grader i Polen visar den hierarkiska ordningen vid de statliga yrkesbrandkårerna, Państwowa Straż Pożarna, i Polen. De statliga yrkesbrandkårerna har en paramilitär organisation och dess personalstruktur och grader motsvarar detta.

## Personalstruktur
Brandingenjörer utbildas vid brandförsvarets högskola (Szkoła Główna Służby Pożarniczej) i Warszawa. Utbildningen är fyraårig och ger en brandingenjörsexamen samt anställning i brandförsvaret med yngre brandkaptens grad. För antagning krävs studentexamen och högst 25 års ålder. Urval sker genom teoretiska prov i matematik, fysik och ett främmande språk (engelska, tyska eller ryska) samt fysiska prov. Beroende på lediga tjänster och vitsord, kan befordran till brandkapten ske efter fyra år som yngre brandkapten; till äldre brandkapten efter fem år som brandkapten; till yngre brigadör efter fem år som äldre brandkapten; till brigadör efter fem år som yngre brigadör; till äldre brigadör efter fyra år som brigadör.
Brandinspektörer utbildas vid brandförsvarets tekniska skolor (Szkoła Aspirantów Państwowej Straży Pożarnej) i Kraków och Poznań eller vid brandförsvarets centrala skola (Centralna Szkoła Państwowej Straży Pożarnej) i Częstochowa. Utbildningen leder fram till en brandteknikerexamen samt anställning i brandförsvaret med yngre brandinspektörs grad. För att antas krävs avgångsbetyg från gymnasiet och högst 23 års ålder. Urval sker genom en värdering av tekniska och praktiska kvalifikationer och genomgången utbildning samt fysiska prov. Beroende på lediga tjänster och vitsord, kan befordran till brandinspektör ske efter tre år som yngre brandinspektör; till äldre brandinspektör efter fem år som brandinspektör; till yngre brandkapten efter fem år som äldre brandinspektör.
Brandmän utbildas vid en tremånaders grundkurs vid brandskolan (Szkoła Podoficerska Państwowej Straży Pożarnej) i Bydgoszcz  eller vid  brandförsvarets centrala skola (Centralna Szkoła Państwowej Straży Pożarnej) i Częstochowa. För att antas krävs avgångsbetyg från gymnasiet. Vidareutbildning som krävs för att bli gruppchef och högre ges också vid dessa skolor. Efter en treårig provanställning kan tillsvidareanställning ske. Beroende på lediga tjänster och vitsord, kan befordran till gruppchef ske efter ett år som brandman; till äldre gruppchef efter två år som gruppchef; till yngre brandmästare efter två år som äldre gruppchef; till brandmästare efter tre år som yngre brandmästare och till äldre brandmästare efter tre år som brandmästare.

## Grader

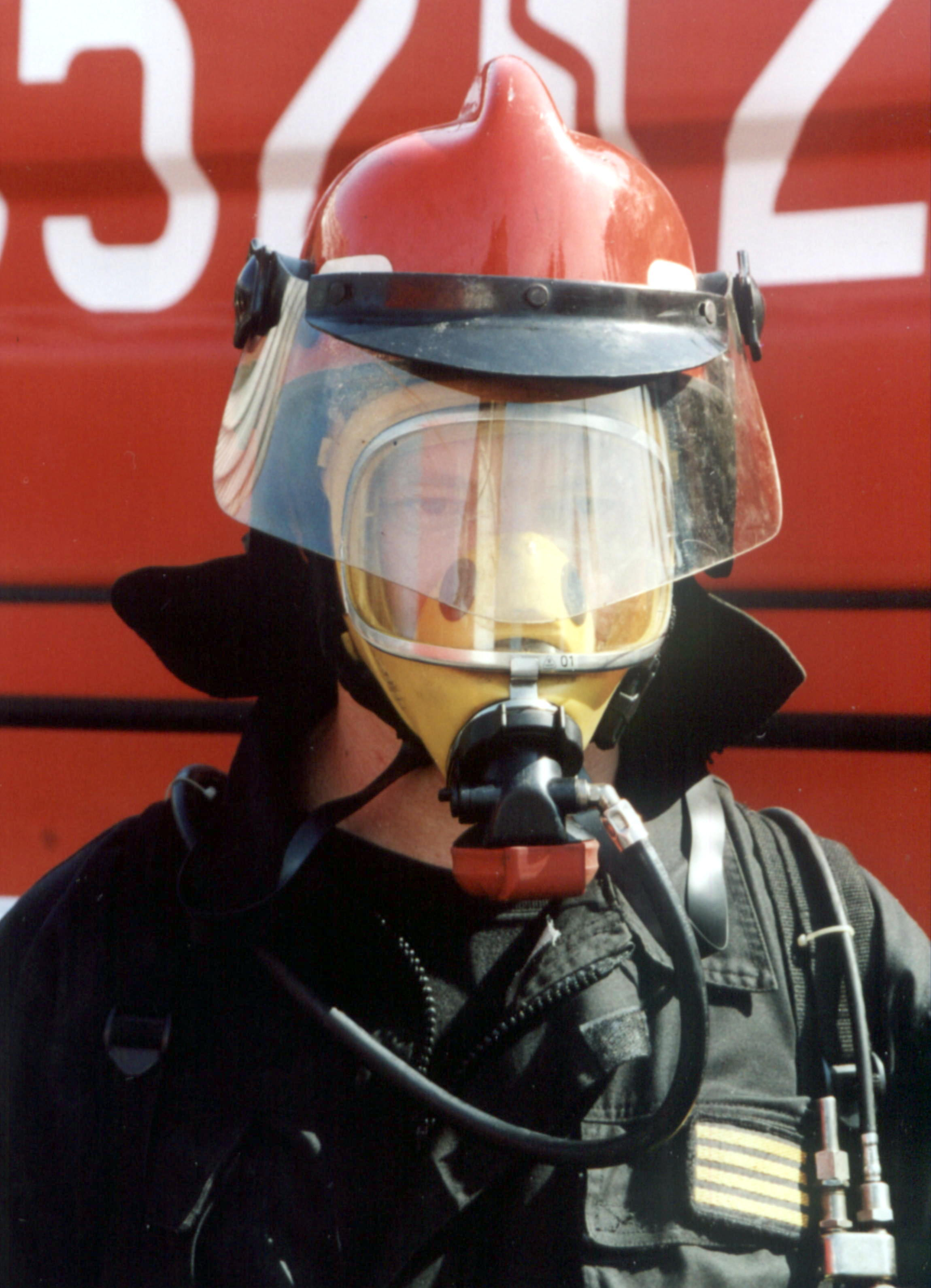
Yngre brandmästare provar rökdykapparat.

|                                                  |                                          |                                                                 |                                                           |                                                                             |
| Strażak Brandman Menig                           | Starszy strażak Äldre brandman Menig 1kl |                                                                 |                                                           |                                                                             |
|                                                  |                                          |                                                                 |                                                           |                                                                             |
| Sekcyjny Gruppchef Vicekorpral                   | Starszy sekcyjny Äldre gruppchef Korpral | Młodszy ogniomistrz Yngre brandmästare Sergeant Förste sergeant | Ogniomistrz Brandmästare Fanjunkare                       | Starszy ogniomistrz Äldre brandmästare Över Fanjunkare men under Förvaltare |
|                                                  |                                          |                                                                 |                                                           |                                                                             |
| Młodszy aspirant Yngre brandinspektör Förvaltare | Aspirant Brandinspektör Förvaltare       | Starszy aspirant Äldre brandinspektör Förvaltare                | Aspirant sztabowy Stabsbrandinspektör Regementsförvaltare |                                                                             |
|                                                  |                                          |                                                                 |                                                           |                                                                             |
| Młodszy kapitan Yngre brandkapten Fänrik         | Kapitan Brandkapten Löjtnant             | Starszy kapitan Äldre brandkapten Kapten                        | Młodszy brygadier Yngre brigadör Major                    |                                                                             |
|                                                  |                                          |                                                                 |                                                           |                                                                             |
| Brygadier Brigadör Överstelöjtnant               | Starszy brygadier Äldre brigadör Överste | Nadbrygadier Överbrigadör Brigadgeneral                         | Generał brygadier Generalbrigadör Generalmajor            |                                                                             |

Källa: 